# David Munson
Pour les articles homonymes, voir Munson.
David Munson (né le 19 mai 1884 - mort le 17 septembre 1953) est un athlète américain, médaillé d'or aux Jeux olympiques d'été de 1904. Son club était le New York Athletic Club.

## Palmarès

### Jeux olympiques d'été
- Jeux olympiques d'été de 1904 à Saint-Louis,  États-Unis
  -  Médaille d'or du 4 miles par équipes